# فيكتوريوس
فيكتوريوس (بالإنجليزية: Victorious) و (تكتب كـ VICTORiOUS) هو مسلسل كوميدي سيتكوم أمريكي من إنتاج دان شنايدر عرض على نكلودين في الفترة من 27 مارس 2010 وحتى 2 فبراير 2013. وتدور أحداث المسلسل حول مغنية بوب ناشئة تدعى توري فيغا، وهي مراهقة تدرس في مدرسة ثانوية للفنون المسرحية تدعى ثانوية هوليوود للفنون أو مدرسة هوليوود آرتس، وذلك بعد أن أخذت مكان شقيقتها الكبرى ترينا في العرض المسرحي في حين تدخل في العديد من المشاكل الحمقاء كل يوم. في أول يوم لها في المدرسة، تلتقي بالشخصيات أندريه هاريس، روبي شابيرو، ريكس باورز (دمية روبي)، جيد ويست، كات فالنتاين، وبيك أوليفر.عرضت الحلقة الأولى في 27 مارس 2010، بعد حفل جوائز اختيار الأطفال عام 2010. أصدرت النسخة الأولى من الموسيقى التصويرية للمسلسل في 2 أغسطس 2011. ربح المسلسل جائزة البرنامج التلفزيوني المفضل في جوائز اختيار الأطفال في حفل عام 2012 وحفل عام 2013، حتى أنه تفوق على آي كارلي. تلقى المسلسل أربعة ترشيحات عن جائزة إيمي. أصدرت النسخة الثانية من الموسيقى التصويرية في 5 يونيو 2012.
في 10 أغسطس 2012، ذكرت فيكتوريا جاستيس أن المسلسل لن يتم تجديده لموسم آخر. كما أعلن عن إنتاج مسلسل مشتق عنه بعنوان سام وكات، فأعرب محبو «فيكتوريوس» عن قلقهم أن المسلسل المشتق كان السبب في نهايته، ولكن دان شنايدر نفسه قال خلاف ذلك. تم تصوير ثلاث مواسم فقط، إلا أن نكلوديون قسمت الموسم الثالث إلى نصفين لتعرض النصف الآخر كموسم رابع.

## الحبكة
توري فيغا ذات ستة عشر عاماً، عاشت حياة طبيعية نسبياً حتى الآن، ولكن بعد دخولها مدرسة ثانوية جديدة، فإنها على وشك أن ترى نفسها في ضوء جديد تماماً...بقعة ضوء! «هوليوود آرتس» هي مدرسة فنون مسرحية حيث يتعلم الطلاب الموهوبين كيف يصبحون فنانين حقيقيين. حتى الآن، لم تعلم توري أن لديها الموهبة. ولكن كل هذا على وشك أن يتغير! لذلك عليها المحاولة لتناسب المكان الجديد، والعثور على أصدقاء جدد والنجاح في مهام سيكويتز السخيفة، إذا أرادت أن تصل للحظة المهمة. من قضاء الوقت مع صديقها الفضائي المفضل القط فالنتاين، إلى التعامل مع جيد ويست، هل ستستطيع توري الاستحواذ على دور البطولة في حياتها الجديدة؟

## الشخصيات
- توري فيغا (فيكتوريا جاستيس) توري فيغا ليست إلا عبارة عن تهديد ثلاثي: ممثلة، ومغنية، وراقصة مميزة! تحضروا لمشاهدة واحدة من أكثر الطلاب موهبةً في مدرسة هوليوود آرتس! لكن المواهب في المدرسة لا تقف عند هذا، حيث إن شخصية توري المميزة والسلسة تجعلها محبوبة، وصديقة رائعة. على الرغم من أن المدرسة الثانوية قد تأتي بأعداء شرسين، ومنافسة مجنونة ومواقف درامية، فإن توري مصممة على جعلها مشرقة!

- ترينا فيغا (دانييلا مونيه) بجانب كلمة «ديفا» في القاموس هناك صورة لـ ترينا فيغا. ترينا هي شقيقة توري الكبرى والمهووسة بنفسها، وتقود أختها الصغرى نحو الجنون! على الرغم من أنها ليست موهوبة كثيراً، فإن مهمتها في الحياة أن تكون ذات شأن عظيم، وهوسها ليس له حدود. في الواقع، فإن نواياها حسنة ولكن غالباً ما تحود عن الدرب في أحلامها البراقة بالشهرة العالمية. تلعب دور «ترينا فيغا» دانييلا مونيه، والتي قد تعرفونها في دور بيرتا في فريد «البرنامج». كما شاركت كضيفة شرف في العديد من برامج نيكلوديون مثل آي كارلي، وسوبا نينجاز، وزوي 101، كما لعبت الدور المرح لـ توتي في الفيلم الغريب: انضج يا تيمي تيرنر.
- كات فالنتاين (أريانا غراندي) شخصية كات الحساسة تجعل من الصعب بالنسبة لها لتقبل النقد من أي نوع، وهذا ما يجعل المهمة صعبة لأصدقائها ليكونوا صادقين تماماً معها. ولكن رغم ذلك فهي ليست حادة الطباع، وتصرفاتها اللطيفة والبسيطة والسذاجة، تجعلها صديقة مميزة. تحضروا للقاء كات الشخصية الأكثر طفولية، وطيش، وعاطفية قد رأيتم في حياتكم!
- جيد ويست (ليز "إليزابيث" جيليس) الفتاة المتمردة ليست بنزهة. طبيعتها المظلمة والساخرة لا تجعلها شخصاً يسهل التعامل معه، ولكنها صديقة وفية وتعمل بجد ولها صوتٌ رائع. وهي أيضاً تواعد أكثر شاب جذاب في المدرسة «بيك»، وهذا بالطبع لا يؤذي!
- بيك أوليفر (آفان جوجيا) بيك هو رجل كلامه قليل، ولكن عندما يتكلم، فالكل ينصت لكل كلمة يقولها. إن الممثل الأكثر احتراماً في هوليوود آرتس، ولكنه لا يستغل هذا الموضوع. إنه متواضع، سلس، وألطف الأولاد في المدرسة. ويعرف الجميع بأنه يواعد جيد، ولكنه أيضاً الشخص الوحيد القادر على إبقائها على المسار الصحيح كلما وقعت في مأزق شائك
- آندريه هاريس (ليون توماس الثالث) إنه لطيف وموهوب ولأجل الصدفة صديق توري المفضل. آندريه آمن منذ البداية بموهبتها وإمكانياتها، وكان دائماً معها في السراء والضراء. ولكن لا تقللوا من شأن قدراته الموسيقية! آندريه دائماً يفاجئ أصدقاءه بموهبته في كتابة الأغاني وصوته العذب. إنه ليس بالمؤدي الشجاع، ولكن لحسن حظه، فإن لديه أصدقاء أوفياء الذين يدفعونه دائماً عند الحاجة.
- روبي شابيرو (مات بينيت) هذا الفتى ذو الشعر الأشعث، من أكثر الشخصيات خجلاً! إنه هادئ، ذو شخصية غريبة الأطوار قليلاً والتي تجعله انطوائياً، ولكن ليس بقدر ما تفعل موهبته- التكلم البطني! صديقه الدمية المتكبر، ريكس يمثل شجاعته، قطبه المعاكس، وهذا ما يفسر إبقاء روبي للدمية دائماً معه. بمفرده، روبي صديق ذكي وموضع ثقة، ويمكنكم الاعتماد عليه فهو يفكر في قلبه أولاً!
- إيروين سايكوتز (إيريك لانج) معلم صف التمثيل بمدرسة هوليوود آرتس! إنه مبتكر لكن غريب الأطوار بعض الشئ، ويكثر من شرب حليب جوز الهند. كرر ظهوره بشخصية إيروين سايكوتز في مسلسل نكلودين سام وكات كما اشتهر بأدائه دور «شمشون» من سبونج بوب سكوير بانتس!
- سنجن فن كليف (مايكل رايد) هو أحد طلاب هوليوود آرتس القدامى غريبي الأطوار ذو الولع الشديد بالتقنيات، ويشتهر خصوصا بكثرة أسئلته للطلاب. يكن سنجن المشاعر نحو جيد ويستس، وعلى الرغم من إهمالها له إلا أنه تسلسل في حلقة «فوق السحاب» لمنزلها. لم يذكر كيف إنضم لهوليوود آرتس لكنه معروف بإدارته معظم الأعمال المسرحية التقنية كالإضائة والمؤثرات الصوتية.
- شقيق كات هو شخصية معروفة في المسلسل على الرغم من عدم ظهوره في أي من الحلقات، إلا أن حديث كات المتكرر عنه وعن طباعه الغريبة أكسب أصدقائها صورة نمطية عنه. لا يعرف أحد إذا كان شقيق كات حقيقي أم مجرد حكاية من اختلاقها.
- ريكس باورز هو دمية يد روبي، وهي شخصية متميزة متكررة الظهور. تتميز شخصية ريكس وأنها عكس الدمى اليدوية العادية، يتمتع ريكس بشخصيته المتميزة والمختلفة كل الاختلاف عن شخصية روبي شابيرو على رغم كونهم الشخص ذاته. يعتبر ريكس من أشهر شخصيات هوليوود آرتس بينما على النقض ما يكون روبي شابيرو من أقلهم شهرة. يتمتع ريكس أيضًا بمهارات عالية في فن الراب وهو الذي ظهر في حلقة مسلسل آي كارلي «أنا أحتفل مع فيكتوريوس».

## قائمة الحلقات
| الموسم | الحلقات | الحلقات | الأصلي         | الأصلي         |
| الموسم | الحلقات | الحلقات | الأول          | الأخير         |
| ------ | ------- | ------- | -------------- | -------------- |
| 1      | 19      | 19      | 27 مارس 2010   | 26 مارس 2011   |
| 2      | 13      | 13      | 2 أبريل 2011   | 26 ديسمبر 2011 |
| 3      | 12      | 12      | 28 يناير 2012  | 30 يونيو 2012  |
| 4      | 13      | 13      | 22 سبتمبر 2012 | 2 فبراير 2013  |

### الحلقات الخاصة
| عنوان الحلقة                                 | نوعها         | تاريخ البث الأصلي | ترتيبها       |
| -------------------------------------------- | ------------- | ----------------- | ------------- |
| "Freak The Freak Out"                        | حلقة خاصة     | 26 نوفمبر 2010    | 13            |
| "أنا أحتفل مع فيكتوريوس"                     | فيلم تلفزيوني | 11 يونيو 2011     | 74 (آي كارلي) |
| Locked Up!"‎"                                 | حلقة خاصة     | 30 يوليو 2011     | 25            |
| "Tori Goes Platinum"                         | حلقة خاصة     | 19 مايو 2012      | 42            |
| "TheKillerTunaJump: #Freddie #Jade #Robbie#" | حلقة خاصة     | 18 يناير 2014     | 23 (سام وكات) |

## الإنتاج
فيكتوريوس هو خامس مسلسل لدان شنايدر لصالح شبكة نكلودين بعد ذا إماندا شو ودريك أند جوش وزوي 101 وآي كارلي. قام دان بلقاء فيكتوريا جاستيس لأول مرة في 2005 حينما كانت في الثانية عشرة من عمرها للمشاركة في تجارب أداء شخصية لولا مارتينز من زوي 101. منبهرا بحيويتها وشكلها، قام دان بإعطائها الشخصية، وفقط بعد ثلاث حلقات من كونها على المسلسل، قام دان بإخبار مسئولي نكولدين بأن لديه نجمتهم الجديدة. استمرت فيكتوريا بدورها حتى نهاية المسلسل في 2008. في الوقت ذاته، منافسة نكلودين الأكبر قناة ديزني كانت تعيش في نجاح منقطع النظير مع مسلسلاتها الأشهر كهانا مونتانا وهاي سكول ميوزكل، اللواتي استضفن أغان جديدة أصلية محققين أرباحا في السوق الموسيقي علاوة على أرباح السوق التلفزيوني. محاولين لمواكبة «ريثما كان اهتمام الأطفال»، مسئولي نكلودين طلبوا من دان شنايدر عمل مسلسل موسيقي الطابع للقناة. مع اقتراب نهاية زوي 101، تم استدعاء فيكتوريا لمقابلة مع دان شنايدر عن مسلسل محتمل من بطولتها. فيكتوريوس يعتبر أول مسلسل يعرض للقناة في عقد 2010، على الرغم من عرض مسلسل بج تايم راش قبلها بشهرين، إلا أن حلقته التجريبية قد عرضت مسبقا في 2009.
في أثناء المناقشات حيال الأفكار المحتملة، ذكرت فيكتوريا أنها ارتادت مدرسة فنون بالمرحلة المتوسطة. استرعت الفكرة انتباه دان شنايدر لعمل مسلسل يتمركز حول الشهرة قائلا «إن كان هناك شئ تعلمته عن أطفال اليوم -ولا أقول أنه شئ سئ أو جيد- فأن جميعهم يرغبون في أن يصيروا نجوما». ماجوري كون، والتي كانت نائبة المدير التنفيذي لبرامج نكلودين الاصلية وتطويرها وقتها، وافقت. «كل طفل يظن أنه على بعد خمس دقائق وموقف يعج بالحظ كي يصبح مشهورا»، ردت شون. علقت أيضا على كون مسلسل شنايدر السابق آي كارلي عن فتاة تقوم بعمل عرض مباشر عبر الإنترنت، كان محفزا بسبب مشاهير اليوتيوب، وكان نجاحا ضخما لنكلودين.
في 13 أغسطس 2008، أعلنت نكلودين أن جاستيس قد أمضت «اتفاقا شامل الموهبة والموسيقى» مع الشركة، موافقة على بطولة «المسلسل الذي لم يكن قد سمي حينها» عن فتاة تلتحق بمدرسة فنون ثانوية. في التناقش حول بداية فيكتوريوس، أعرب شنايدر عن تمنيه لو أن «أطفالا أكثر رغبوا في أن يكونوا معلمين وعملة اجتماعيين، على الأقل في فيكتوريوس ترى عالما حيث يعمل الجميع على جزئية الموهبة». نكلودين للإنتاج وكولومبيا/إيبك الموسيقية جزء من سوني للترفيه الموسيقي وافقا على الإنتاج المشترك للمسلسل كشراكة للتطوير المواهب وانتاج أغانيهم.
علاوة على الحلقات المشتركة، يظهر كل من جيري تراينور وجوش بيك ودريك بيل وناثان كريس وجينيت مكوردي وكشا وميراندا سنجز كظهور خاص أو كضيوف شرف.
بدا تصوير أول موسم لفيكتوريوس في 5 أكتوبر 2009، وأنتهي في 14 أبريل 2010 بإجمالي 20 حلقة منتجة. بدأ تصوير ثان موسم في 4 أكتوبر 2010، وانتهى في 23 فبراير 2011. في أغسطس 2011، أكدت فيكتوريا جاستيس أنها عائدة لفيكتوريوس مع بداية تصوير الموسم الثالث في 3 أكتوبر 2011. في أثناء الحلقة التلفزيونية الخاصة «7 أسرار مع فيكتوريا جاستيس» شرحت فيكتوريا الجدول الزمني الأسبوعي الذي عمل عليه الممثلون والطاقم: يتم توزيع النص في أمسية الأحد، يجتمع الطاقم لجلسات قراءة مشتركة في الأثنين والثلاثاء، وتصور الحلقة في الأربعاء، الخميس والجمعة، في السبت يشاهد الطاقم العرض الأول للحلقلة التي عرضت حديثا للعامة.
أخبرت فيكتوريا جاستيس مجلة «إم» في أغسطس 2012، «لن نستقبل موسما رابع، تلك أول مرة أتحدث حيال الأمر. لقد عرفت بالأمر منذ بضع أيام فقط أن المسلسل لن يعود. الأمر حزين لأني كنت مع نكلودين منذ كنت في الثانية عشرة وقد صرت مقربة من طاقم فيكتوريوس. قضينا الكثير من الوقت وترابطنا سويا بالطبع، سأنظر لتلك التجربة بولع شديد. إنه لأمر صادم قليلا حلو ومر. لكن في النهاية قد لا يكون شيئا سيئا، فجميعنا يريد فعل شيئه الخاص». تم تقسيم الموسم الثالث لموسمان، مما أدى لتكوين أربع مواسم في النهاية.
إنتهي المسلسل بدون حلقة اختتامية لائقة، معلومة أشير لها في إحدى حلقات «سام وكات» المستوحى عن آي كارلي وفيكتوريوس، حينما ألغي المسلسل المفضل لدى الشخصيتان الرئيسية بدون حلقة ختامية لتعلق كات «أي مسلسل ذاك ينتهى بدون حلقة ختامية لائقة؟».

### اختيار الطاقم
العديد من شخصيات فيكتوريوس ظهرت في مسلسلات أخرى لنكلودين أو شاركت في عروض بروداوي مسبقا. علاوة على زوي 101، شاركت فيكتوريا جاستيس في مسلسل آي كارلي أيضا مشاركة بدور شيلبي ماركس في حلقة «أنا أقاتل شيلبي»، وظهرت أيضا في كل من ترو جاكسون، في بي والأخ العاري وذا تروب. بالإضافة للبطولة المشتركة مع آفان جوجيا، الذي يقوم بدور بيك، في فيلم نكلودين «سبيكتاكيولار!». ظهرت دانييلا مونيه كضيفة شرف بثلاث حلقات من زوي 101، توتي من الفيلم التلفزيوني لنكلودين الوالدان السحريان: أكبر يا تيمي، الحلقة الأولى من مسلسل نكلودين سوباه نينجا كواحدة من الأشرار الرئيسين تحت أسم كلايرسا، وأخيرا في فيلم فريد 2: نايت أوف ليفين' فريد (بديلة عن جينيت مكوردي) بدور بيرثا. ليون توماس الثالث لم يشارك فقط كضيف في إحدى حلقات آي كارلي بدور هاربر، بل بالمثل في ألأخ العاري، بالإضافة لمشاركته في العروض الموسيقية كالعرض الموسيقي للالأسد الملك، واللون الأرجواني، وكارولين أور تشاينج وأوجست رش. كل من أريانا غراندي وإليزابيث جيليس شاركا في بطولة العرض الموسيقي "13".

### المعدات والمواقع
فيكتوريوس تم تصويره في ستوديوهات نكلودين سن-سيت في سن-ست بولفار بهوليوود. ووفقا لباولا كابلان، نائب مدير نكلودين التنفيذي للمواهب، «في حياة الأطفال نأخذ الأمر على محمل الجد. هنا بستوديوهاتنا في سن-سيت بولفار، حيث نصور آي كارلي وفيكتوريوس. الغرف الخضراء مليئة بالألعاب وفرقة الروك. نحن نصنع بيئة حيث يمكنهم الاستمتاع مع رفقائهم وأخذ الأمور ببساطة».
فيكتوريوس تقع أحداثه بشكل أساسي في مدرسة هوليوود آرتس الثانوية، على الرغم من ذلك فأن واجهة المدرسة عبارة عن نسخة معدلة رقميا من مدرسة بربانك الثانوية ببربانك، كاليفورنيا. منطقة الغداء تمثل المنطقة الخلفية لستوديوهات نكلودين بسان-سيت، بموقف سيارات مجاور للمنطقة الخلفية. وفقا لدايفد هينكلي من نيويورك ديلي نيوز، «خارج المدرسة، يمتلك فيكتوريوس نفس مظهر آي كارلي، بمعظم الأحداث واقعة في نفس المكان وبنفس المعدات باختلاف بعض المفروشات العامة أو المنزلية الأساسية». يحتوي المسلسل أيضا على ماكينة «بلايكس» من زوي 101.

## الجوائز والترشيحات
| السنة | الجائزة                                    | التصنيف                                                        | المرشح                     | النتيجة | مصادر         |
| ----- | ------------------------------------------ | -------------------------------------------------------------- | -------------------------- | ------- | ------------- |
| 2010  | جائزة اختيار المراهقين                     | إختيارات المسلسلات التلفزيونية الرائجة ‏                        | فيكتوريوس                  | رُشِّح     | [ 22 ] [ 23 ] |
| 2010  | جوائز هوليوود لأعمال المراهقين التلفزيونية | إختيارات المراهقين للممثلات: كوميديا                           | فيكتوريا جاستيس            | رُشِّح     | [ 24 ]        |
| 2010  | جوائز هوليوود لأعمال المراهقين التلفزيونية | إختيارات المراهقين للممثلات: كوميديا                           | آريانا غراندي              | رُشِّح     | [ 24 ]        |
| 2010  | جوائز هوليوود لأعمال المراهقين التلفزيونية | إختيارات المراهقين للمسلسلات: كوميديا                          | فيكتوريوس                  | رُشِّح     | [ 24 ]        |
| 2011  | جوائز إختيارات الأطفال 2011 ‏               | الممثلة التلفزيونية المفضلة                                    | فيكتوريا جاستيس            | رُشِّح     | [ 25 ] [ 26 ] |
| 2011  | جوائز إختيارات الأطفال البريطانية 2011 ‏    | مسلسل نكلوديون بريطانيا المفضل                                 | فيكتوريوس                  | رُشِّح     | [ 27 ]        |
| 2011  | جوائز إختيارات الأطفال البريطانية 2011 ‏    | ممثل نكلوديون بريطانيا المفضل                                  | مات بينيت                  | رُشِّح     | [ 27 ]        |
| 2011  | جوائز إختيارات الأطفال الأسترالية 2011     | نجم التلفاز المفضل                                             | فيكتوريا جاستيس            | رُشِّح     | [ 28 ] [ 29 ] |
| 2011  | جوائز إختيارات الأطفال الأسترالية 2011     | مسلسل التلفاز المفضل                                           | فيكتوريوس                  | رُشِّح     | [ 28 ] [ 29 ] |
| 2011  | جوائز إيمدجن                               | أفضل ممثلة تلفزيونية شابة                                      | فيكتوريا جاستيس            | رُشِّح     | [ 30 ]        |
| 2011  | جوائز برايم تايم إيمي                      | أفضل برنامج أطفال تلفزيوني                                     | فيكتوريوس                  | رُشِّح     | [ 31 ]        |
| 2011  | جوائز ألما                                 | أفضل ممثلة كوميدية في دور بطولي لمسلسل تلفزيوني                | فيكتوريا جاستيس            | رُشِّح     | [ 32 ] [ 33 ] |
| 2011  | جوائز NAACP إمدج                           | أفضل أداء في برنامج موجه للأطفال او الشباب                     | فيكتوريا جاستيس            | رُشِّح     | [ 34 ] [ 35 ] |
| 2011  | جوائز البافتا البريطانية للأطفال           | تصويت أطفال البافتا—عمل تلفزيوني                               | فيكتوريوس                  | رُشِّح     | [ 36 ]        |
| 2011  | جوائز روكس الشبابية                        | أفضل طاقم بعمل تلفزيوني كوميدي                                 | فيكتوريوس                  | رُشِّح     | [ 37 ] [ 38 ] |
| 2012  | جوائز أختيارات الأطفال 2012                | أفضل مسلسل تلفزيوني                                            | فيكتوريوس                  | فوز     | [ 39 ]        |
| 2012  | جوائز أختيارات الأطفال 2012                | أفضل ممثلة تلفزيوني                                            | فيكتوريا جاستيس            | رُشِّح     | [ 39 ] [ 40 ] |
| 2012  | جوائز هوليوود لأعمال المراهقين التلفزيونية | أفضل ممثلة تلفزيونية                                           | فيكتوريا جاستيس            | رُشِّح     | [ 41 ]        |
| 2012  | جوائز هوليوود لأعمال المراهقين التلفزيونية | أفضل ممثلة تلفزيونية                                           | آريانا غراندي              | فوز     | [ 41 ]        |
| 2012  | جوائز هوليوود لأعمال المراهقين التلفزيونية | أفضل مسلسل تلفزيوني                                            | فيكتوريوس                  | رُشِّح     | [ 42 ]        |
| 2012  | جوائز إيمادجن ‏                             | أفضل ممثلة شابة تلفزيونية                                      | فيكتوريا جاستيس            | رُشِّح     | [ 43 ] [ 44 ] |
| 2012  | جوائز برايم تايم إيمي ‏                     | أفضل برنامج أطفال تلفزيوني                                     | فيكتوريوس                  | رُشِّح     | [ 45 ]        |
| 2012  | جوائز برايم تايم إيمي ‏                     | أفضل تصفيف شعر لمسلسل متعدد كاميرات التصوير                    | حلقة: خدع أبريل            | رُشِّح     | [ 46 ]        |
| 2012  | جوائز برايم تايم إيمي ‏                     | أفضل مستحضرات تجميل لمسلسل متعدد الكاميرات (بدون أعضاء صناعية) | حلقة: خدع أبريل            | رُشِّح     | [ 47 ]        |
| 2012  | جوائز ألما ‏                                | أفضل ممثلة تلفزيوني — كوميديا                                  | فيكتوريا جاستيس            | رُشِّح     | [ 48 ] [ 49 ] |
| 2012  | أختيارات المجتمع الأمريكي                  | أفضل إختيارات الطاقم بمسلسل تلفزيوني للأطفال                   | كريشا باللوك جينفر تريد ول | رُشِّح     | [ 50 ]        |
| 2012  | جوائز NAACP إمدج                           | أفضل أداء في برنامج أطفال أو شباب                              | ليون توماس الثالث          | رُشِّح     | [ 51 ] [ 52 ] |
| 2012  | جوائز إختيارات الأطفال المكسيكية           | أفضل مسلسل عالمي                                               | فيكتوريوس                  | رُشِّح     | [ 53 ] [ 54 ] |
| 2012  | جوائز إختيارات الأطفال الأرجنتينية ‏        | أفضل مسلسل تلفزيوني عالمي                                      | فيكتوريوس                  | فوز     | [ 55 ]        |
| 2013  | جوائز إختيارات الأطفال 2013                | أفضل مسلسل تلفزيوني                                            | فيكتوريوس                  | فوز     | [ 56 ]        |
| 2013  | جوائز إختيارات الأطفال 2013                | أفضل ممثلة تلفزيوني                                            | فيكتوريا جاستيس            | رُشِّح     | [ 56 ]        |
| 2013  | جوائز إختيارات الأطفال الأسترالية 2013 ‏    | نجم نكلوديون أستراليا المفضل                                   | آريانا غراندي              | رُشِّح     | [ 57 ]        |
| 2013  | جوائز إختيارات الأطفال الأسترالية 2013 ‏    | نجم نكلوديون أستراليا المفضل                                   | فيكتوريا جاستيس            | فوز     | [ 57 ]        |
| 2013  | جوائز الفنانون الصغار                      | أفصل أداء تلفزيوني لممثل شابة متكررة الظهور 17 - 21 عامًا       | جينفر بيلز                 | رُشِّح     | [ 58 ]        |
| 2013  | جوائز الفنانون الصغار                      | أفصل أداء تلفزيوني لممثل شاب غير متكرر الظهور 11 - 13 عامًا     | باركر كونتيرارس            | رُشِّح     | [ 58 ]        |
| 2013  | جوائز الفنانون الصغار                      | أفصل أداء تلفزيوني لممثل شاب غير متكرر الظهور 11 - 13 عامًا     | جوي دي جويفاني             | رُشِّح     | [ 58 ]        |
| 2013  | جوائز الفنانون الصغار                      | أفصل أداء تلفزيوني لممثلة غير متكررة الظهور تحت سن العاشرة     | سايج بوترايت               | رُشِّح     | [ 58 ]        |
| 2013  | جوائز الفنانون الصغار                      | أفصل أداء تلفزيوني لممثلة غير متكررة الظهور تحت سن العاشرة     | ريان لي                    | رُشِّح     | [ 58 ]        |
| 2013  | جوائز الفنانون الصغار                      | أفصل أداء تلفزيوني لممثل شاب متكرر الظهور 17 - 21 عامًا         | مايكي رايد                 | رُشِّح     | [ 58 ]        |
| 2013  | جوائز إختيارات الأطفال المكسيكية 2013      | أفضل مسلسل تلفزيوني عالمي                                      | فيكتوريوس                  | فوز     | [ 59 ]        |
| 2014  | جوائز البافتا البريطانية للأطفال           | تصويت أطفال البافتا—عمل تلفزيوني                               | فيكتوريوس                  | رُشِّح     | [ 60 ]        |

## الموسيقى
أحتوى فيكتوريوس على العديد من الأغاني والإصدارات الموسيقية الأصلية نتيجة للطابع الموسيقي الذي بني عليه المسلسل. تعتبر أغنية «مايك إت شاين» هي الإغنية الافتتاحية للمسلسل، علاوة على كونها الأغنية الافتتاحية للإصدارات الثلاثة من الألبوم الموسيقى التابع للمسلسل. يستضيف فيكتوريوس أغنية أصلية جديدة كل ثلاث حلقات بمعدل تقريبي.

### فيكتوريوس: موسيقى من المسلسل التلفزيوني الرائج
في 2 أغسطس 2011، أصدرت نكلوديون للإنتاج الموسيقي بالتعاون مع سوني للترفيه الموسيقي الألبوم الموسيقي الأول للمسلسل تحت عنوان «فيكتوريوس: موسيقى من المسلسل التلفزيوني الرائج». استضاف الألبوم إثنتي عشرة أغنية من المسلسل (بما فيها أغنية «ليف إت أول تو شاين»). أول ألف إصدار ضمن الطلب المسبق للإصدار الرسمي تسلموا نسخهم مرفق بها كتيب الإسطوانة موقع من فيكتوريا جاستيس نفسها، إحتوى أيضًا الإصدار الخاص (للمشترين قبل 19 يوليو 2011) على بوستر خاص بفيكتوريوس. علاوة على الإنثتي عشرة أغنية بالإصدار الأمريكي، تمت أضافة أغنية إضافية بالإصدار الأوروبي، وثلاث أغانٍ إضافية بالإصدار الأسيوي، ليصل المجموع الكلي لست عشرة أغنية.

### فيكتوريوس: الريمكس
«فيكتوريوس: الريمكس» هو أول وأخر إصدار من ألبومات الريمكس الخاصة بفيكتوريوس. صدر لأول مرة في 1 ديسمبر 2011 بالولايات المتحدة الأمريكية.

### فيكتوريوس 2.0: المزيد من الموسيقى من المسلسل التلفزيوني الرائج
في 5 يونيو 2012، أصدرت نكلوديون للإنتاج الموسيقي بالتعاون مع تسجيلات كولومبيا الأصدار الثالث من ألبومات فيكتوريوس الموسيقية. في أستراليا صدر الألبوم على الآيتونز وفي المتاجر في 9 نوفمبر من نفس العام. وبشكل مشابه للإصدارات السابقة، الأغاني المضمنة بالألبوم كانت ذات مكساج مختلف قليلًا عن النسخ المعروضة بالمسلسل.
أغنية «شات آب أن' دانس» في الألبوم عبارة عن غناء منفرد من فيكتوريا جاستيس، بينما في المسلسل فالأغنية تستضيف أصوات شخصيات أخرى مع فيكتوريا. بينما تحتوى أغنية «كاون'-داون» على أصوات غنائية أكثر. أحتوى إصدار الآيتونز على أغنية إضافية لمات بينيت عن الأغان المستضافة بالإصدار الملموس.

### فيكتوريوس 3.0: موسيقى أكثر وأكثر من المسلسل التلفزيوني الرائج
في 6 نوفمبر 2012، أصدرت نكلوديون للإنتاج الموسيقي بالتعاون مع تسجيلات كولومبيا الإصدار الأخير من سلسلة ألبومات فيكتوريوس الموسيقية.

## إصدارات العرض المنزلي
| العنوان                      | تاريخ الإصدار | تاريخ الإصدار | تاريخ الإصدار | عدد الحلقات | معلومات إضافية |
| العنوان                      | المنطقة 1     | المنطقة 2     | المنطقة 3     | عدد الحلقات | معلومات إضافية |
| ---------------------------- | ------------- | ------------- | ------------- | ----------- | --- |
| الموسم الأول، الإصدار الأول  | 5 يوليو 2011  | لم يفصح بعد   | لم يفصح بعد   | 10          | مقاطع فيديو موسيقية لـ"Freak the Freak Out" و"Beggin' On Your Knees"، بالإضافة إلى مشاهد من الكواليس مع ظهور للطاقم. |
| الموسم الأول، الإصدار الثاني | 1 نوفمبر 2011 | لم يفصح بعد   | لم يفصح بعد   | 9           | مواد إضافية وحلقة آي كارلي "أنا أحتفل مع فيكتوريوس".                                                                 |
| الموسم الثالث بالكامل        | 15 مايو 2012  | لم يفصح بعد   | لم يفصح بعد   | 13          | خلف الكواليس لحلقة "Locked Up" وسبع أسرار مع فيكتوريا جاستيس.                                                        |
| الموسم الرابع بالكامل        | 20 مايو 2013  | لم يفصح بعد   | لم يفصح بعد   | 26          | |

## البث
تم عرض المسلسل بشكل عالمي على نكلوديون.

### الموسم الأول
بدأ البث الأول للمسلسل في 5 أبريل 2010، في كندا. في أغسطس 2010، في ألمانيا. 3 سبتمبر 2010، في المملكة المتحدة وآيرلاندا. في 14 سبتمبر 2010، في أستراليا ونيوزيلاندا. في 1 أكتوبر 2010، في جنوب شرق آسيا. في نوفمبر 2010، في البرتغال. في 27 مارس 2011، في باكستان. في أبريل 2012، في ماليزيا. وفي 23 يناير 2013 في الهند.

### الموسم الثاني
بدأ البث الأول للموسم الثاني في 7 أكتوبر 2011، في كندا. في 17 أكتوبر 2011 في المملكة المتحدة وآيرلاندا. في 31 أكتوبر 2011، في جنوب شرق آسيا. في ديسمبر 2011، في أستراليا ونيوزيلاندا. في 25 مارس 2013، في الهند.

### الموسم الثالث
بدأ البث الأول للموسم الثالث في فبراير 2012، في كندا. في 7 سبتمبر 2012، في جنوب شرق آسيا. في 15 سبتمبر 2012، في أستراليا ونيوزيلاندا. وفي 22 سبتمبر، في المملكة المتحدة وآيرلاندا.

### الموسم الرابع
بدأ البث الأول للموسم الرابع في 8 فبراير 2013، في جنوب شرق آسيا. في 11 فبراير 2013، في المملكة المتحدة وآيرلاندا. وفي 8 مارس 2013، في أستراليا ونيوزيلاندا.

## أعمال مستوحاه

### سام وكات
تم إرسال طلب لحلقة تجريبية لمسلسل بعنوان سام وكات. المسلسل هو عبارة عن عمل مستوحى من كل من آي كارلي وفيكتوريوس، ببطولة من أريانا غراندي في دور كاثرين «كات» فلانتاين من فيكترويوس، وبطولة جينيت مكوردي في دور سامانثا «سام» باكيت من آي كارلي. يتمحور المسلسل حول مغامرات هاتين الفتاتين عندما يصبحان رفقان غرف ويبدأن خدمتهم الخاصة لمجالسة الأطفال لكسب رزقهما. عرض المسلسل لأول مرة في 8 يونيو 2013 بإجمالي عشرون أصلية محددة. العشرون حلقة الأصلية المطلوبة من دان شنايدر تمت مضاعفتهم لأربعين حلقة في 11 يوليو 2013. على الرغم من ذلك وبسبب مشاكل خلف الكواليس بين الطاقم تم ترك المسلسل بدون استكمال في أبريل 2014. تم إلغاء المسلسل رسميا في 13 يوليو 2014، بإجمالي 36 حلقة منتجة فقط.

## وصلات خارجية
- فيكتوريوس على موقع IMDb (الإنجليزية)
- فيكتوريوس على موقع ميتاكريتيك (الإنجليزية)
- فيكتوريوس على موقع روتن توميتوز (الإنجليزية)
- فيكتوريوس على موقع نتفليكس (الإنجليزية)
- فيكتوريوس على موقع فيلمافينيتي (الإسبانية)
- فيكتوريوس على موقع كينوبويسك (الروسية)
- فيكتوريوس على موقع ألو سيني (الفرنسية)
- فيكتوريوس على موقع قاعدة بيانات الفيلم (الإنجليزية)

- موقع ذا سلاب
- موقع ذا سلاب للمستخدمين خارج الولايات المتحدة نسخة محفوظة 20 سبتمبر 2012 على موقع واي باك مشين.
- فيكتوريوس على موقع نكلوديون
- فيكتوريوس على موقع نكلوديون (باللغة الإنجليزية)
- فيكتوريوس على تي في تروبز
- فيكتوريوس على قاعدة بيانات الأفلام